# Ahsoka (Fernsehserie)
Ahsoka, auch Star Wars: Ahsoka, ist eine US-amerikanische Fernsehserie von Dave Filoni, die außerhalb der USA am 23. August 2023 auf dem Streaminganbieter Disney+ startete, in den USA selbst allerdings einen Tag früher. Als direkte Fortsetzung der Animationsserie Star Wars Rebels, sowie als Ableger von The Mandalorian, ist die Serie Teil des fiktiven Star-Wars-Universums von George Lucas. 
Die titelgebende Hauptrolle spielt Rosario Dawson, welche die Figur bereits in The Mandalorian (2020) und Das Buch von Boba Fett (2022) spielte.
Im Januar 2024 wurde eine kommende zweite Staffel bestätigt. Die Staffel wird für 2026 erwartet.

## Handlung
Die Serie setzt einige Jahre nach dem Sieg der Rebellion über das Galaktische Imperium an und folgt der einstigen Jedi-Schülerin Ahsoka Tano, die sich nach Gerüchten über die Rückkehr des verschollenen Großadmiral Thrawn auf die Suche nach diesem und dem Jedi-Padawan Ezra Bridger begibt. Für dieses Unterfangen sucht sich Ahsoka Unterstützung bei ihren alten Mitstreitern der Ghost-Crew, deren Mitglieder jedoch inzwischen seit dem Fall des Imperiums allesamt eigene Wege gehen. Mithilfe ihrer ehemaligen Padawan-Schülerin Sabine Wren und dem Droiden Huyang beginnt Ahsoka ihre intensive Suche, wobei sie aber ins Visier einer alten Rivalin, der dunklen Nachtschwester Morgan Elsbeth und zwei Söldnern, die als Handlanger Thrawns ebenfalls nach eben jenem suchen, gerät. Ihre Suche nach Thrawn und Ezra führt Ahsoka dabei in eine bislang unerforschte und fremde Galaxis.

## Einordnung in dasStar-Wars-Universum
Ahsoka spielt nach den Ereignissen der zweiten Staffel von The Mandalorian (en détail nach der 5. Folge Die Jedi) und somit etwa fünf Jahre nach Die Rückkehr der Jedi-Ritter (1983), der sechsten Episode der neunteiligen Skywalker-Saga.
Zeitleiste der Filme und Serien im Star-Wars-Universum
| Die dunkle Bedrohung |                                   |                   |                                    |                   |                                   |                   |                         | I             |                                |               |                          |               |                          |                          |                          |                          |                          |                          |                          |                         |                         |                         |                         |                         |                         |                         |                         |                   |                   |                   |                         |                         |                         |                         |
| Angriff der Klonkrieger |                                   |                   |                                    |                   |                                   |                   |                         |               |                                | II            |                          |               |                          |                          |                          |                          |                          |                          |                          |                         |                         |                         |                         |                         |                         |                         |                         |                   |                   |                   |                         |                         |                         |                         |
| Die Rache der Sith |                                   |                   |                                    |                   |                                   |                   |                         |               |                                |               |                          | III           |                          |                          |                          |                          |                          |                          |                          |                         |                         |                         |                         |                         |                         |                         |                         |                   |                   |                   |                         |                         |                         |                         |
| Krieg der Sterne |                                   |                   |                                    |                   |                                   |                   |                         |               |                                |               |                          |               |                          |                          |                          |                          |                          |                          |                          |                         |                         | IV                      | IV                      |                         |                         |                         |                         |                   |                   |                   |                         |                         |                         |                         |
| Das Imperium schlägt zurück |                                   |                   |                                    |                   |                                   |                   |                         |               |                                |               |                          |               |                          |                          |                          |                          |                          |                          |                          |                         |                         |                         |                         |                         | V                       |                         |                         |                   |                   |                   |                         |                         |                         |                         |
| Die Rückkehr der Jedi-Ritter |                                   |                   |                                    |                   |                                   |                   |                         |               |                                |               |                          |               |                          |                          |                          |                          |                          |                          |                          |                         |                         |                         |                         |                         |                         | VI                      |                         |                   |                   |                   |                         |                         |                         |                         |
| Das Erwachen der Macht |                                   |                   |                                    |                   |                                   |                   |                         |               |                                |               |                          |               |                          |                          |                          |                          |                          |                          |                          |                         |                         |                         |                         |                         |                         |                         |                         |                   |                   |                   |                         | VII                     |                         |                         |
| Die letzten Jedi |                                   |                   |                                    |                   |                                   |                   |                         |               |                                |               |                          |               |                          |                          |                          |                          |                          |                          |                          |                         |                         |                         |                         |                         |                         |                         |                         |                   |                   |                   |                         |                         | VIII                    |                         |
| Der Aufstieg Skywalkers |                                   |                   |                                    |                   |                                   |                   |                         |               |                                |               |                          |               |                          |                          |                          |                          |                          |                          |                          |                         |                         |                         |                         |                         |                         |                         |                         |                   |                   |                   |                         |                         |                         | IX                      |
| Rogue One |                                   |                   |                                    |                   |                                   |                   |                         |               |                                |               |                          |               |                          |                          | a)                       |                          |                          |                          |                          |                         | R1                      |                         |                         |                         |                         |                         |                         |                   |                   |                   |                         |                         |                         |                         |
| Solo |                                   |                   |                                    |                   |                                   |                   |                         |               |                                |               |                          |               |                          |                          | a)                       |                          | S                        |                          |                          |                         |                         |                         |                         |                         |                         |                         |                         |                   |                   |                   |                         |                         |                         |                         |
| Die Abenteuer der jungen Jedi | YJA                               |                   |                                    |                   |                                   |                   |                         |               |                                |               |                          |               |                          |                          |                          |                          |                          |                          |                          |                         |                         |                         |                         |                         |                         |                         |                         |                   |                   |                   |                         |                         |                         |                         |
| The Clone Wars (+ Kinofilm) |                                   |                   |                                    |                   |                                   |                   |                         |               |                                | TCW           | TCW                      | TCW           |                          |                          |                          |                          |                          |                          |                          |                         |                         |                         |                         |                         |                         |                         |                         |                   |                   |                   |                         |                         |                         |                         |
| The Bad Batch |                                   |                   |                                    |                   |                                   |                   |                         |               |                                |               |                          | TBB           | TBB                      |                          |                          |                          |                          |                          |                          |                         |                         |                         |                         |                         |                         |                         |                         |                   |                   |                   |                         |                         |                         |                         |
| Rebels |                                   |                   |                                    |                   |                                   |                   |                         |               |                                |               |                          |               |                          |                          |                          |                          |                          |                          |                          | Rebels                  | Rebels                  |                         |                         |                         |                         |                         | b)                      |                   |                   |                   |                         |                         |                         |                         |
| Resistance |                                   |                   |                                    |                   |                                   |                   |                         |               |                                |               |                          |               |                          |                          |                          |                          |                          |                          |                          |                         |                         |                         |                         |                         |                         |                         |                         |                   |                   |                   | Resistance              | Resistance              | Resistance              | Resistance              |
| The Acolyte |                                   |                   | c)                                 |                   | TA                                |                   |                         |               |                                |               |                          |               |                          |                          |                          |                          |                          |                          |                          |                         |                         |                         |                         |                         |                         |                         |                         |                   |                   |                   |                         |                         |                         |                         |
| Obi-Wan-Kenobi |                                   |                   |                                    |                   |                                   |                   |                         |               |                                |               |                          |               |                          |                          |                          |                          |                          | K                        |                          |                         |                         |                         |                         |                         |                         |                         |                         |                   |                   |                   |                         |                         |                         |                         |
| Andor |                                   |                   |                                    |                   |                                   |                   |                         |               |                                |               |                          |               |                          |                          |                          |                          |                          |                          |                          | Andor                   | Andor                   |                         |                         |                         |                         |                         |                         |                   |                   |                   |                         |                         |                         |                         |
| The Mandalorian |                                   |                   |                                    |                   |                                   |                   |                         |               |                                |               |                          |               |                          |                          |                          |                          |                          |                          |                          |                         |                         |                         |                         |                         |                         |                         |                         |                   | M                 |                   |                         |                         |                         |                         |
| Das Buch von Boba Fett |                                   |                   |                                    |                   |                                   |                   |                         |               |                                |               |                          |               |                          |                          |                          |                          |                          |                          |                          |                         |                         |                         |                         |                         |                         | c)                      | c)                      |                   | BF                |                   |                         |                         |                         |                         |
| Ahsoka |                                   |                   |                                    |                   |                                   |                   |                         |               |                                |               |                          |               |                          |                          |                          |                          |                          |                          |                          |                         |                         |                         |                         |                         |                         |                         |                         |                   | A                 |                   |                         |                         |                         |                         |
| Skeleton Crew |                                   |                   |                                    |                   |                                   |                   |                         |               |                                |               |                          |               |                          |                          |                          |                          |                          |                          |                          |                         |                         |                         |                         |                         |                         |                         |                         |                   | SC                |                   |                         |                         |                         |                         |
| Ära | Die Hohe Republik                 | Die Hohe Republik | Die Hohe Republik                  | Die Hohe Republik | Die Hohe Republik                 | Die Hohe Republik | Fall der Jedi           | Fall der Jedi | Fall der Jedi                  | Fall der Jedi | Fall der Jedi            | Fall der Jedi | Herrschaft des Imperiums | Herrschaft des Imperiums | Herrschaft des Imperiums | Herrschaft des Imperiums | Herrschaft des Imperiums | Herrschaft des Imperiums | Herrschaft des Imperiums | Zeitalter der Rebellion | Zeitalter der Rebellion | Zeitalter der Rebellion | Zeitalter der Rebellion | Zeitalter der Rebellion | Zeitalter der Rebellion | Zeitalter der Rebellion | Zeitalter der Rebellion | Die Neue Republik | Die Neue Republik | Die Neue Republik | Aufstieg der 1. Ordnung | Aufstieg der 1. Ordnung | Aufstieg der 1. Ordnung | Aufstieg der 1. Ordnung |
| \| \| Prequel-Trilogie (Episoden I–III) \| \| Original-Trilogie (Episoden IV–VI) \| \| Sequel-Trilogie (Episoden VII–IX) \| \| A-Star-Wars-Story-Filme \| \| (kanonische) Animations-Serien \| \| (kanonische) Real-Serien \| |                                   |                   |                                    |                   |                                   |                   |                         |               |                                |               |                          |               |                          |                          |                          |                          |                          |                          |                          |                         |                         |                         |                         |                         |                         |                         |                         |                   |                   |                   |                         |                         |                         |                         |
| Die Folgen der Serien Die Mächte des Schicksals und Geschichten der Jedi spielen jeweils zu unterschiedlichen Zeitpunkten, sodass eine Auflistung in der Tabelle nicht sinnvoll möglich ist. Ebenfalls nicht aufgelistet sind Miniserien, Kurzgeschichten, Comics, Bücher und andere Begleitwerke des offiziellen Star-Wars-Kanons sowie der Themenpark Star Wars: Galaxy’s Edge (zwischen VIII und IX). Zur schematischen Einordnung der Handlungen wird die fiktive Zeitrechnung des Star-Wars-Universums verwendet. Diese unterscheidet zwischen den Jahren vor der Schlacht von Yavin (VSY) und nach der Schlacht von Yavin (NSY). Die Schlacht von Yavin IV bildet das Ende von Krieg der Sterne (1977), bei dem Luke Skywalker und die Rebellenallianz den ersten Todesstern zerstören. |                                   |                   |                                    |                   |                                   |                   |                         |               |                                |               |                          |               |                          |                          |                          |                          |                          |                          |                          |                         |                         |                         |                         |                         |                         |                         |                         |                   |                   |                   |                         |                         |                         |                         |
| a) Prolog, b) Epilog, c) Rückblenden |                                   |                   |                                    |                   |                                   |                   |                         |               |                                |               |                          |               |                          |                          |                          |                          |                          |                          |                          |                         |                         |                         |                         |                         |                         |                         |                         |                   |                   |                   |                         |                         |                         |                         |
| | Prequel-Trilogie (Episoden I–III) |                   | Original-Trilogie (Episoden IV–VI) |                   | Sequel-Trilogie (Episoden VII–IX) |                   | A-Star-Wars-Story-Filme |               | (kanonische) Animations-Serien |               | (kanonische) Real-Serien |               |                          |                          |                          |                          |                          |                          |                          |                         |                         |                         |                         |                         |                         |                         |                         |                   |                   |                   |                         |                         |                         |                         |

## Besetzung und Synchronisation
In der Hauptrolle ist Rosario Dawson als Ahsoka Tano zu sehen, die diese Rolle bereits in The Mandalorian, sowie in einer Folge von Das Buch von Boba Fett spielte. In einer jüngeren Version wird sie von Ariana Greenblatt gespielt. Hayden Christensen übernimmt wie auch schon in Angriff der Klonkrieger (2002), Die Rache der Sith (2005) und der Miniserie Obi-Wan Kenobi (2022) die Rolle von Ahsokas ehemaligem Lehrmeister Anakin Skywalker (Darth Vader). Des Weiteren spielt Genevieve O’Reilly erneut die Rolle der Mon Mothma, die zuvor ebenfalls in einer gelöschten Szene in Die Rache der Sith, als eine der Nebenfiguren in Rogue One: A Star Wars Story (2016) und als eine der Hauptfiguren in Andor (seit 2022) zu sehen war, sowie der Figur in den Animationsserien bereits ihre Stimme lieh. Anthony Daniels wiederum übernahm abermals die Darstellung des Protokolldroiden C-3PO.
Als Fortsetzung von Star Wars Rebels setzt Ahsoka mehrere Figuren, die zuvor bisher nur in animierter Form zu sehen waren, erstmals im Live-Action-Format in Szene. So etwa Eman Esfandi als Ezra Bridger, Natasha Liu Bordizzo als die Mandalorianerin Sabine Wren, Mary Elizabeth Winstead als Twi´lek-Pilotin Hera Syndulla und Lars Mikkelsen als Großadmiral Thrawn, welcher die Figur bereits in animierter Form synchronisierte. Ebenfalls werden mehrere Nebenfiguren, Lothals Gouverneur Ryder Azadi und Senator Jai Kell in Live-Action umgesetzt; erster wird durch seinen Sprecher Clancy Brown verkörpert, zweiter von Vinny Thomas. Der im Finale von Rebels eingeführte Jacen Syndulla wird erstmals von Evan Whitten dargestellt. Aus The Clone Wars kehren der Architekturdroide Huyang zurück, der von David Tennant gesprochen wird sowie Klonveteran Captain Rex, gesprochen von Temuera Morrison. Aus The Mandalorian kehrten wiederum Diana Lee Inosanto als Thrawns Handlangerin, die Nachtschwester Morgan Elsbeth sowie Paul Sun-Hyung Lee als Captain Carson Teva zurück. Adaptiert aus der Animationsserie Star Wars Resistance kehrt die Figur des Hamato Xiono zurück, der hier von Nelson Lee gespielt wird.
Als neue Figuren kommen mitunter Ivanna Sakhno als Shin Hati, Maurice Irvin als Senator Mawood, Jacqueline Antaramian als Senator Rodrigo, Erica Duke als Gran Senator, Claudia Black als Klothow, Jeryl Prescott als Aktropaw, Jane Edwina Seymour als Lakesis und Wes Chatham als Captain Enoch, sowie der im Mai 2023 verstorbene Ray Stevenson als Baylan Skoll vor. In der zweiten Staffel soll die Figur von Rory McCann, bekannt aus der Serie Game of Thrones, gespielt werden. Ebenso kehrt der aus Rebels, The Bad Batch und einem Cameo in Rogue One bekannte Droide C1-10P (Chopper), der von Dave Filoni selbst synchronisiert wurde, in der Serie zurück.
Die deutschsprachige Synchronisation entsteht bei FFS Film- & Fernseh-Synchron in Berlin nach Dialogbüchern von Laura Johae und unter der Dialogregie von Birte Baumgardt.
Mehrere Sprecher wurden abermals zur Vertonung ihrer Figuren verpflichtet, darunter Josephine Schmidt, Nicole Hannak, Konrad Bösherz, Christian Zeiger, Anke Reitzenstein, Hans Hohlbein, Martin Kautz und Martin Keßler sowie Wanja Gerick, Thomas Nero Wolff und Alexandra Lange. Andere Figuren hingegen erhielten neue Sprecher, so übernahmen Alice Bauer, Markus Schöttl und Milton Welsh jeweils die Rollen von Tanya Kahana, Bernd Vollbrecht und Jan Spitzer. Joachim Tennstedt, der in früheren Projekten sowohl C-3PO als auch Huyang sprach, wurde lediglich für die Vertonung von C-3PO verpflichtet, während die Rolle des Huyang erstmals Gerrit Hamann übernahm.
| Rollenname                  | Darsteller                             | Porträt | Hauptrolle (Episoden)    | Nebenrolle (Episoden) | Gastrolle (Episoden) | Deutsche Synchronstimme  |
| --------------------------- | -------------------------------------- | ------- | ------------------------ | --------------------- | -------------------- | ------------------------ |
| Ahsoka Tano                 | Rosario Dawson                         |         | 1.01–                    |                       |                      | Josephine Schmidt        |
| Ahsoka Tano                 | Ariana Greenblatt                      |         | 1.05                     |                       |                      | Josephine Schmidt        |
| Sabine Wren                 | Natasha Liu Bordizzo                   |         | 1.01–                    |                       |                      | Nicole Hannak            |
| General Hera Syndulla       | Mary Elizabeth Winstead                |         | 1.01–1.05, 1.07–         |                       |                      | Alice Bauer              |
| Lord Baylan Skoll           | Ray Stevenson                          |         | 1.01–1.08                |                       |                      | Bernd Egger              |
| Shin Hati                   | Ivanna Sakhno                          |         | 1.01–1.04, 1.06–         |                       |                      | Özge Kayalar             |
| Lady Morgan Elsbeth         | Diana Lee Inosanto                     |         | 1.01–1.04, 1.06–1.08     |                       |                      | Anke Reitzenstein        |
| Professor Huyang            | David Tennant (Stimme)                 |         | 1.01–                    |                       |                      | Gerrit Hamann            |
| Ezra Bridger                | Eman Esfandi                           |         | 1.01–1.02, 1.06–         |                       |                      | Konrad Bösherz           |
| Jacen Syndulla              | Evan Whitten                           |         | 1.03–1.05                |                       |                      | Cyril Baudier            |
| Kanzlerin Mon Mothma        | Genevieve O’Reilly                     |         | 1.03, 1.05, 1.07         |                       |                      | Alexandra Lange          |
| Anakin SkywalkerDarth Vader | Hayden ChristensenTom O’Connell        |         | 1.04–1.05, 1.07–1.081.05 |                       |                      | Wanja GerickMartin Kautz |
| Großadmiral Thrawn          | Lars Mikkelsen                         |         | 1.06–                    |                       |                      | Thomas Nero Wolff        |
| C-3PO                       | Anthony Daniels                        |         | 1.07                     |                       |                      | Joachim Tennstedt        |
| Gouverneur Ryder Azadi      | Clancy Brown                           |         |                          | 1.01                  |                      | Milton Welsh             |
| C1-10P / Chopper            | Dave Filoni (Stimme)                   |         |                          | 1.02–1.05, 1.07–1.08  |                      | Originalton              |
| Myn Weaver                  | Peter Jacobson                         |         |                          | 1.02                  |                      | Robert Levin             |
| Erster Offizier Vic Hawkins | Nican Robinson                         |         |                          | 1.03–1.04, 1.07–1.08  |                      | Oliver Bender            |
| Senator Hamato Xiono        | Nelson Lee                             |         |                          | 1.03, 1.07            |                      | Markus Schöttl           |
| Captain Carson Teva         | Paul Sun-Hyung Lee                     |         |                          | 1.04–1.05, 1.07       |                      | Hans Hohlbein            |
| Captain Rex                 | Ryan Ryusaki Temuera Morrison (Stimme) |         |                          | 1.05                  |                      | Martin Keßler            |
| Captain Enoch               | Wes Chatham                            |         |                          | 1.06–1.08             |                      | Stefan Bräuler           |
| Marrok                      | Paul Darnell                           |         |                          |                       | 1.01–1.04            | Jan-Marten Block         |
| Senator Jai Kell            | Vinny Thomas                           |         |                          |                       | 1.01                 | Christian Zeiger         |
| Captain Hayle               | Mark Rolston                           |         |                          |                       | 1.01                 | Ronald Nitschke          |
| Senator Mawood              | Maurice Irvin                          |         |                          |                       | 1.03, 1.07           | Matthias Scherwenikas    |
| Senatorin Rodrigo           | Jacqueline Antaramian                  |         |                          |                       | 1.03                 | Daniela Thuar            |
| Gran-Senator                | Erica Duke                             |         |                          |                       | 1.03                 | stumm                    |
| Große Mutter Klothow        | Claudia Black                          |         |                          |                       | 1.06–1.08            | Harriet Kracht           |
| Große Mutter Aktropaw       | Jeryl Prescott                         |         |                          |                       | 1.06–1.08            | Elisa Bannat             |
| Große Mutter Lakesis        | Jane Edwina Seymour                    |         |                          |                       | 1.06–1.08            | Meryem Celik             |
| Admiral Gial Ackbar         | Elden Bennett                          |         |                          |                       | 1.07                 | stumm                    |

## Produktion

### Hintergrund

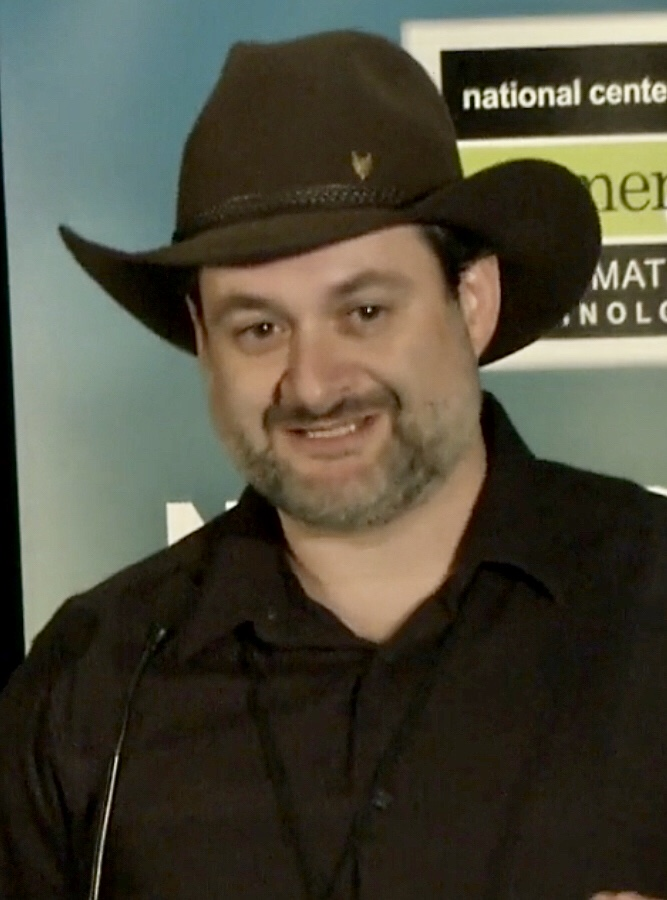
Dave Filoni, Regisseur und Autor der Serie

Erstmals etabliert wurde die Figur der Ahsoka Tano im Animationsfilm Star Wars: The Clone Wars (2008) und der darauffolgenden gleichnamigen Serie, in der der Charakter von der ersten bis zur fünften, und in der siebten und letzten Staffel eine der Hauptfiguren darstellte. Erschaffen wurde die Figur von Dave Filoni, in Zusammenarbeit mit Star-Wars-Schöpfer George Lucas. Einen weiteren prominenten Auftritt hatte Ahsoka schließlich erneut in Star Wars Rebels (2014–2018), sowie der Anthologie-Serie Geschichten der Jedi (seit 2022). In animierter Form wurde sie von Ashley Eckstein gesprochen.
Im Dezember 2020 wurde seitens Lucasfilm angekündigt, dass auf The Mandalorian mehrere Ableger-Serien folgen würden. So etwa Das Buch von Boba Fett, welche Ende 2021 auf Disney+ startete, und eben auch Ahsoka, nachdem die Figur erstmals in der zweiten Staffel von The Mandalorian in Realform und der Darstellung von Rosario Dawson etabliert wurde, und auch einen Gastauftritt in Das Buch von Boba Fett hatte. Im Rahmen des Disney-Investors-Day-2020 verkündete Lucasfilm-Präsidentin Kathleen Kennedy schließlich die Produktion der Serie und als Produzenten heuerte man erneut Dave Filoni und Jon Favreau, die zuvor bereits an zahlreichen Star-Wars-Projekten gearbeitet hatten, an. Filoni wurde als maßgebender Erfinder der Figur ebenso für das Drehbuch der Serie verantwortet. Neben Filoni selbst, der auch in mehreren Episoden Regie führte, wurden als weitere Regisseure der Serie Peter Ramsey, Steph Green, Rick Famuyiwa, Jennifer Getzinger und Geeta Patel verpflichtet.
Die Serie führt die Ereignisse der Animationsserie Star Wars Rebels fort, die aus vier Staffeln besteht. Bezugnehmend darauf bezeichnete Filoni Ahsoka als indirekte „fünfte Staffel“ von Rebels. Ahsoka bildet in Form von Querverweisen und angedeuteten Elementen gemeinsam mit The Mandalorian eine ineinandergreifende Handlung. Darüber hinaus soll ein künftig erscheinender Kinofilm von Dave Filoni die Handlungselemente der Serie, zusammen mit denen aus The Mandalorian und Das Buch von Boba Fett, zu einem finalen Abschluss zusammenführen.
Am 9. Januar 2024 wurde seitens Lucasfilm neben dem Produktionsstart des Films The Mandalorian & Grogu die bereits laufende Arbeit an einer zweiten Staffel verkündet.

### Dreharbeiten
Am 9. März 2022 bestätigte Disney via Twitter, dass die Dreharbeiten zur Serie begonnen haben. Im November selben Jahres deutete Hauptdarstellerin Dawson an, dass die Dreharbeiten nun beinahe abgeschlossen seien.

### Musik
Die Musik zur Serie stammt von dem US-amerikanischen Komponisten Kevin Kiner, der bereits die Musik zu The Clone Wars, Rebels und The Bad Batch beisteuerte.

### Veröffentlichung
Am 7. April 2023 wurde im Rahmen der Star-Wars-Celebration in London der erste Trailer zur Serie veröffentlicht, eine zweite Vorschau erschien am 11. Juli 2023. Die Serie startete am 22. August 2023 in den Vereinigten Staaten, und einen Tag später, am 23. August 2023, außerhalb der USA mit zwei Folgen auf dem Streamingdienst Disney+, die übrigen Folgen wurden bis zum Staffelfinale am 4. Oktober 2023 wöchentlich veröffentlicht.
In den Vereinigten Staaten wurde die fünfte Folge, Teil Fünf: Schattenkrieger, einen Tag vor der Disney+-Veröffentlichung, in ausgewählten Kinos gezeigt.

## Episodenliste

### Staffel 1
Die Erstausstrahlung der ersten Staffel fand in den USA vom 22. August bis zum 3. Oktober 2023 auf Disney+ statt, in den übrigen Ländern jeweils einen Tag später.
| Nr. (ges.) | Nr. (St.) | Deutscher Titel                                  | Originaltitel                                    | Erstausstrahlung USA | Deutschsprachige Erstveröffentlichung (D/A/CH) | Regie              | Drehbuch    |
| --- | --------- | ------------------------------------------------ | ------------------------------------------------ | -------------------- | ---------------------------------------------- | ------------------ | ----------- |
| 1 | 1         | Teil Eins: Meister und Schüler                   | Part One: Master and Apprentice                  | 22. Aug. 2023        | 23. Aug. 2023                                  | Dave Filoni        | Dave Filoni |
| Der Söldner und ehemalige Jedi Baylan Skoll und seine Schülerin Shin Hati überfallen einen Gefangenentransport der Neuen Republik mit Lady Morgan Elsbeth an Bord, die zuvor von Ahsoka Tano gefangen genommen worden war. Die beiden befreien Elsbeth, die Skoll mitteilt, dass Ahsoka nun auch von der Sternenkarte weiß, die den Aufenthaltsort des verschollenen Großadmirals Thrawn kennt. Ahsoka und ihr Begleiter, der Architekturdroide Huyang, bergen derweil eine Kugel mit der Karte aus einem Tempel der Nachtschwestern auf dem Planeten Arcana und entkommen knapp, nachdem Elsbeths HK-Droiden auftauchen und den Tempel zerstören. Ahsoka trifft sich danach auf dem Flaggschiff der Neuen Republik Basis Eins mit General Hera Syndulla, wo Huyang ihr offenbart, dass die Sternenkarte immer noch verschlüsselt ist. Durch die Gerüchte über Thrawn glaubt Hera, dass auch ihr alter Freund Ezra Bridger überlebt hat; dieser verschwand bei der Belagerung Lothals mit dem Großadmiral. Hera gibt Ahsoka den Ratschlag, Sabine Wren um Hilfe zu bitten, um die Karte zu entschlüsseln. Deren Verhältnis ist jedoch angespannt, da Ahsoka sie einst als Padawan-Schülerin unterwies, jedoch vor Beendigung ihrer Ausbildung verließ. Nach einem erneuten Bruch kehrt Sabine mit der Karte in ihre Unterkunft, Ezras ehemaligem Zuhause auf Lothal, zurück und denkt dort weiter nach. Gerade als Sabine die Karte entschlüsselt, wird sie von Shin konfrontiert; obwohl sie sich mit Ezras Lichtschwert kurzzeitig wehren kann, wird sie lebensgefährlich verletzt. |           |                                                  |                                                  |                      |                                                |                    |             |
| 2 | 2         | Teil Zwei: Zeiten des Aufruhrs                   | Part Two: Toil and Trouble                       | 22. Aug. 2023        | 23. Aug. 2023                                  | Steph Green        | Dave Filoni |
| Sabine kommt in einem Krankenzimmer wieder zu sich und erholt sich von ihrer Verletzung. Durch einen Droiden, der Ahsoka attackiert hat, ist sie in der Lage, den Herkunftsort der Droiden auszumachen, die Schiffswerft der Neuen Republik auf dem Planeten Corellia. Während Huyang bei Sabine bleibt, stellen Ahsoka und Hera auf der Industriewelt Nachforschungen an. Derweil öffnet Elsbeth auf der Welt Seatos über einen Schrein die Karte und erklärt Baylan sowie Shin, dass Thrawn sich in einer anderen Galaxis befände, aus der sie ihn befreien wolle. Um Erfolg zu haben, wird Shin nach Corellia geschickt, um den imperialen Inquisitor Marrok zu unterstützen, der ebenfalls von Elsbeth als Söldner angeheuert wurde. In einer Fertigungsanlage entdecken Ahsoka und Hera, dass es noch immer imperiale Sympathisanten gibt und schalten diese aus. Zeitgleich verlässt ein fremdes Schiff mit einem großen Hyperantrieb die Werft und Marrok taucht auf. Während Ahsoka sich diesem im Kampf stellt, jener aber schon bald wieder die Flucht ergreift, verfolgt Hera in der Phantom II das fremde Schiff; kurz bevor es in den Hyperraum springen kann, gelingt es Heras Droide Chopper aber einen Peilsender am Schiff anzubringen. Nachdem die übrigen Mitarbeiter der Werft verhaftet werden, kehrt Ahsoka nach Lothal zurück und begibt sich von dort wieder auf eine neue Reise, nun aber in Begleitung von Huyang und Sabine, die wieder ihre mandalorianische Rüstung trägt. Der Hyperantrieb erreicht derweil sein Ziel und wird in einen großen Hyperraumring überführt; mit diesem Schiff namens Eye of Sion plant Elsbeth nun ihren Meister zurückzuholen. |           |                                                  |                                                  |                      |                                                |                    |             |
| 3 | 3         | Teil Drei: Bereit zum Abflug                     | Part Three: Time to Fly                          | 29. Aug. 2023        | 30. Aug. 2023                                  | Steph Green        | Dave Filoni |
| Sabine nimmt ihre Ausbildung unter Ahsokas und Huyangs Anleitung wieder auf, während sie mit ihrer Unfähigkeit, die Macht zu benutzen, kämpft. Hera tritt unterdessen vor den Verteidigungsrat unter Kanzlerin Mon Mothma und informiert diese sowie die anwesenden Senatoren über die Geschehnisse auf Corellia. Ebenfalls bringt sie Thrawn zur Sprache und bittet um die Sendung der Flotte nach Seatos. Trotz Mothmas Unterstützung weigern sich die Senatoren Heras Worten zu glauben und sind der Ansicht, dass sie bloß Ezra finden wolle. Daraufhin informiert Hera Ahsoka, Sabine und Huyang, dass jene auf sich allein gestellt sind. Über Seatos angekommen entdeckt das Trio die Eye of Sion und wird von dieser beschossen, nachdem sie Shin und Marrok entkommen und deren Begleitschiffe ausschalten können. Beim Anflug auf den Planeten begegnen sie mehreren Purrgils, ehe sie im Wald landen. Baylan schickt daraufhin seine Leute aus, um das Trio aufzuspüren. |           |                                                  |                                                  |                      |                                                |                    |             |
| 4 | 4         | Teil Vier: Gefallene Jedi                        | Part Four: Fallen Jedi                           | 5. Sep. 2023         | 6. Sep. 2023                                   | Peter Ramsey       | Dave Filoni |
| Im Wald von Seatos steht Huyang kurz vor der Reparatur des Schiffes, durch den Angriff mehrerer HK-Droiden wird diese jedoch hinausgezögert. Ahsoka und Sabine schalten die Angreifer aus und stoßen danach auf Shin und den Inquisitor Marrok, die sie in Kämpfe verwickeln. Marrok, der sich als – von den Nachtschwestern verhexter – Untoter entpuppt, wird dabei ausgeschaltet und Shin flüchtet zum Schrein, wo sich der dort wartende Baylan kurz darauf mit Ahsoka duelliert. Diese greift auf die Macht zu und wirft Shin gegen einen Felsen, so dass diese bewusstlos zu Boden fällt. Auch Baylan kann Ahsoka vom Schrein abdrängen und die Karte ergreifen, über welche die Hyperraumroute zu Thrawn berechnet wird. Die glühende Karte verletzt sie an der Hand, so dass Baylan Ahsoka schließlich über eine Klippe drängen kann; sie stürzt ins Meer. Sabine trifft unterdessen ein und kann die Karte an sich bringen. Baylan bietet ihr an, ihm – im Gegenzug für die Übergabe der Karte – in die neue Galaxis zu folgen, um dort den verschollenen Ezra zurückzubringen. Sabine willigt ein und begleitet Baylan und Shin an Bord der Eye of Sion, die kurz darauf unter dem Kommando Elsbeths in den Hyperraum springt. Hera trifft zeitgleich mit der Ghost und einem Geschwader X-Flügler mit Captain Carson Teva ein, vermag jedoch nichts mehr zu tun; stattdessen kommen mehrere Piloten um. Ahsoka hingegen findet sich in der Welt zwischen den Welten wieder und begegnet dort ihrem einstigen Meister Anakin Skywalker. |           |                                                  |                                                  |                      |                                                |                    |             |
| 5 | 5         | Teil Fünf: Schattenkrieger                       | Part Five: Shadow Warrior                        | 12. Sep. 2023        | 13. Sep. 2023                                  | Dave Filoni        | Dave Filoni |
| Hera und die überlebenden Piloten suchen auf Seatos nach Ahsoka und Sabine, werden jedoch zunächst nicht fündig. In der scheinbaren Welt zwischen den Welten erklärt Anakin seiner ehemaligen Schülerin inzwischen, dass er ihre Ausbildung abschließen möchte und sie Teil seines Vermächtnisses sei; dabei erlebt sie ein Gefecht zu Beginn der Klonkriege mit und findet sich in der Belagerung von Mandalore wieder. Anschließend stellt er sie vor die Wahl zu leben oder zu sterben. Ahsoka entscheidet sich für das Leben und kann gerettet werden, nicht zuletzt durch die wachsenden Fähigkeiten von Heras Sohn Jacen Syndulla. Hera muss derweil erneut ohne Beweise an Mothma berichten, die sie und die anderen Piloten nach Coruscant zurück beordert. Um Sabine und die Eye of Sion zu finden, reisen Ahsoka und Huyang an Bord ihres Schiffes im Schlund eines Purrgils und verschwinden in den Hyperraum. Hera bleibt hingegen zurück. |           |                                                  |                                                  |                      |                                                |                    |             |
| 6 | 6         | Teil Sechs: Weit, weit entfernt                  | Part Six: Far, Far Away                          | 19. Sep. 2023        | 20. Sep. 2023                                  | Jennifer Getzinger | Dave Filoni |
| Während sich Ahsoka und Huyang weiterhin auf der Reise mit den Purrgils befinden, erreicht die Gruppe um Morgan Elsbeth das Ziel, Peridea. Es ist die ursprüngliche Heimat der Dathmiri, der Vorfahren der Nachtschwestern. In einem Tempel angekommen werden sie von den Großen Müttern – ebenfalls Hexen – in Empfang genommen. Sie lassen Sabine wegsperren und verkünden, dass Thrawn bald eintreffe. Nach kurzer Zeit erscheint schließlich die Chimaera über dem Tempel, das einst beschädigte und wieder reparierte Flaggschiff von Thrawn. Der Großadmiral empfängt die Reisenden und versammelt zudem seine aufgestellten Soldaten, die mysteriösen Nachttruppen unter dem Kommando von Captain Enoch. Zu ihrer Überraschung lässt Thrawn Sabine frei. Er gibt ihr ihre Waffen zurück und einen Heuler als Transportmittel. Außerdem erhält sie die letzten bekannten Koordinaten von Ezra Bridgers Aufenthaltsort und damit die Gelegenheit, diesen in der Wildnis von Peridea zu suchen. Baylan und Shin werden aber hinterher geschickt, um sie und gegebenenfalls Ezra zu töten. In der Wildnis trifft Sabine nach einem Angriff einheimischer Nomaden auf die kleinwüchsigen Noti, die sie in ihr Dorf führt, wo sie Ezra antrifft. Inzwischen wird Thrawn von den großen Müttern über Ahsokas baldiges Eintreffen informiert. Er beauftragt Elsbeth, ihm alle notwendigen Informationen zu beschaffen und ordnet an, dass jeder Purrgil vernichtet werden soll, der sich Peridea nähert. |           |                                                  |                                                  |                      |                                                |                    |             |
| 7 | 7         | Teil Sieben: Zwischen Traum und Wahn             | Part Seven: Dreams and Madness                   | 26. Sep. 2023        | 27. Sep. 2023                                  | Geeta Patel        | Dave Filoni |
| Auf Coruscant stellt sich Hera dem Senatsausschuss, wobei der noch immer skeptische Senator Xiono deren Überstellung an ein Militärgericht fordert. Zudem tut er weitere Berichte zur möglichen Rückkehr Thrawns und des Imperiums als Ganzes als Kindergeschichten ab. So sieht er etwa auch den Vorfall auf Mandalore mit dem Ex-Imperialen Moff Gideon als harmlosen Einzelfall an. Durch das zur Überraschung aller plötzliche Erscheinen von C-3PO und dessen übermittelte Erklärung, dass Senatorin Leia Organa höchst selbst die Genehmigung für Heras Mission erteilt hätte, beendet Kanzlerin Mon Mothma die Sitzung zu Heras Gunsten. Im Anschluss erkundigt sie sich bei dieser nach der tatsächlichen Einschätzung der drohenden Gefahr durch Thrawn. Ahsoka und Huyang, inzwischen auf Peridea angekommen, überwinden derweil das ausgelegte Minenfeld zur Abwehr der Purrgils und verstecken sich in einem Asteroidenfeld. Durch die Großen Mütter werden sie jedoch aufgespürt und von der Eye of Sion unter Beschuss genommen, weswegen sie die Flucht zur Planetenoberfläche antreten. Baylan trennt sich zeitgleich von Shin und gibt ihr zu verstehen, dass sie sich einen Platz im neuen Imperium sichern soll, ehe er sie losschickt, um Ezra und Sabine zu töten. Diese sind weiterhin mit den Noti unterwegs, werden aber kurze Zeit später von Shin und mehreren Nomaden attackiert, wobei Ezra eine neue Kampftechnik in Verbindung mit der Macht nutzt. Das Schiff von Ahsoka und Huyang wird zur selben Zeit von mehreren Jägern verfolgt, wobei erste abspringt und sich erneut mit Baylan duelliert, während zweiter die Gegner abzuschütteln versucht. Durch ein geschicktes Manöver kann Ahsoka ihrem Gegner entkommen und stößt zu Ezra und Sabine, die mittlerweile neben Shin auch von mehreren Nachttruppen angegriffen werden. Diese ziehen sich allerdings auf Thrawns Anweisung zurück, ebenso wie Shin, nachdem Ahsoka ihr ihre Hilfe anbietet. Unterdessen erklärt Thrawn Elsbeth, dass seine jüngsten Schritte gegen Ahsoka bloß eine Ablenkung waren, um die Beladung der Chimaera abzuschließen und schließlich die Rückkehr antreten zu können. |           |                                                  |                                                  |                      |                                                |                    |             |
| 8 | 8         | Teil Acht: Die Jedi, die Hexe und der Kriegsherr | Part Eight: The Jedi, the Witch, and the Warlord | 3. Okt. 2023         | 4. Okt. 2023                                   | Rick Famuyiwa      | Dave Filoni |
| Für ihre Loyalität wird Morgan Elsbeth durch ein Ritual der Großen Mütter in ihrer Kraft gestärkt und erhält das flammende Schwert von Mutter Talzin. Unterdessen baut sich Ezra mit Hilfe von Huyang ein neues Lichtschwert mit blauer Klinge, welches dem seines Meisters Kanan Jarrus ähnlich sieht. Von dem Droiden erfährt Ezra, dass Ahsoka Sabines Ausbildung einst vorzeitig abbrach, aus Angst, ihre Schülerin könnte – nach dem Tod ihrer Familie und der Zerstörung ihrer Heimat durch das Imperium – durch ihre Kräfte unberechenbar werden. In einem versöhnenden Gespräch beschließt Ahsoka später, wieder Sabines Ausbildung fortzusetzen. Durch einen Angriff mit TIE-Jägern wird Ahsokas Schiff beschädigt. Trotz schwerem Beschuss erreichen Ahsoka, Ezra und Sabine auf Heulern die Festung der Hexen und sehen sich mehreren Nachttruppen gegenüber. Nachdem die Truppen ausgeschaltet wurden, erwecken die Großen Mütter sie durch ein dunkles Ritual wieder zum Leben. Thrawn lässt inzwischen alles für den Aufbruch der Chimaera, die mittlerweile an die Eye of Sion angedockt ist, vorbereiten. Mit Hilfe von Sabine, die nun allmählich lernt, die Macht bewusst einzusetzen, gelangt Ezra an Bord des Sternenzerstörers. Ahsoka duelliert sich inzwischen mit Elsbeth und tötet die Nachtschwester, wobei jedoch eines ihrer beiden Lichtschwerter beschädigt wird. Die Festung wird zerstört, Ahsoka und Sabine können aber entkommen. Großadmiral Thrawn gelingt es, in die bekannte Galaxis zurückzukehren, wo er die dunkle Welt Dathomir erreicht, die einstige Heimat der ausgerotteten Nachtschwestern. Auf Peridea gehen Baylan Skoll und Shin getrennte Wege. Baylan stößt in einem Gebirge des Planeten auf ein Steinmonument der Mortis-Götter, während Shin zu den Nomaden zurückkehrt. Ezra gelangt mit einem gestohlenen Shuttle der Chimaera zu Heras Flotte. Ahsoka und Sabine verbleiben bei den Noti in der Wildnis von Peridea, wo der Machtgeist Anakin Skywalkers über seine einstige Schülerin wacht. |           |                                                  |                                                  |                      |                                                |                    |             |

## Trivia
Die erste Episode der Serie ist zu Beginn des Abspanns mit dem Nachruf „For our friend Ray“ dem im Mai 2023 verstorbenen Schauspieler Ray Stevenson (Baylan Skoll) gewidmet.

## Auszeichnungen
Saturn-Award-Verleihung 2025
- Nominierung als Beste Science-Fiction-Serie
- Auszeichnung für die Beste TV-Hauptdarstellerin (Rosario Dawson)